# Seznam maďarských fotografek

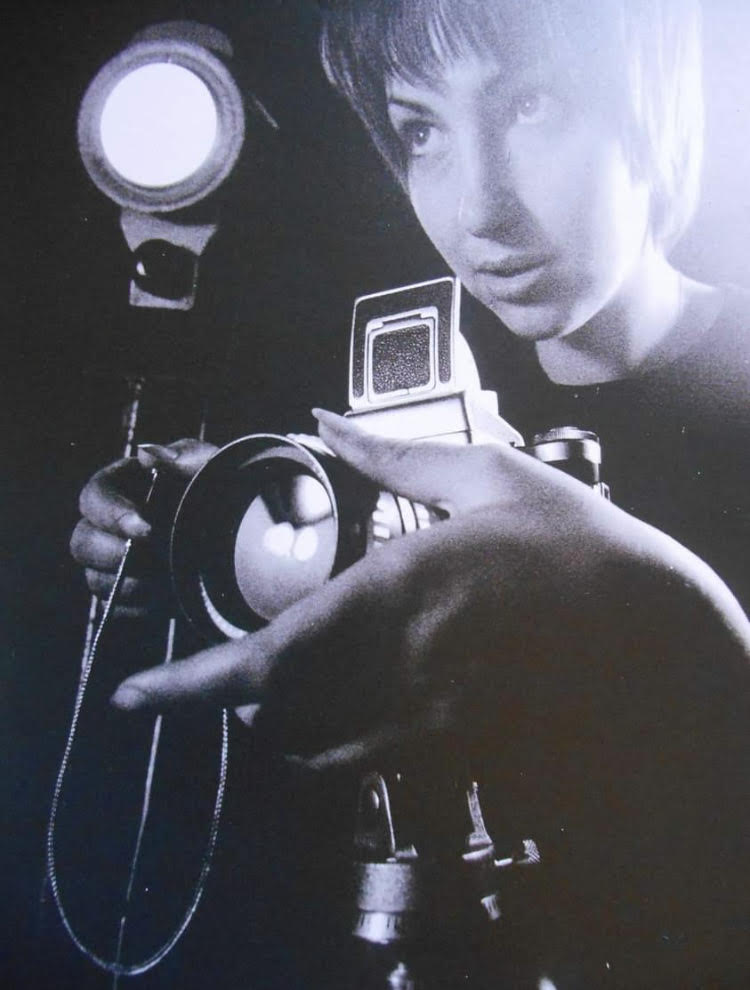
Ilona Nyilas (* 1954)

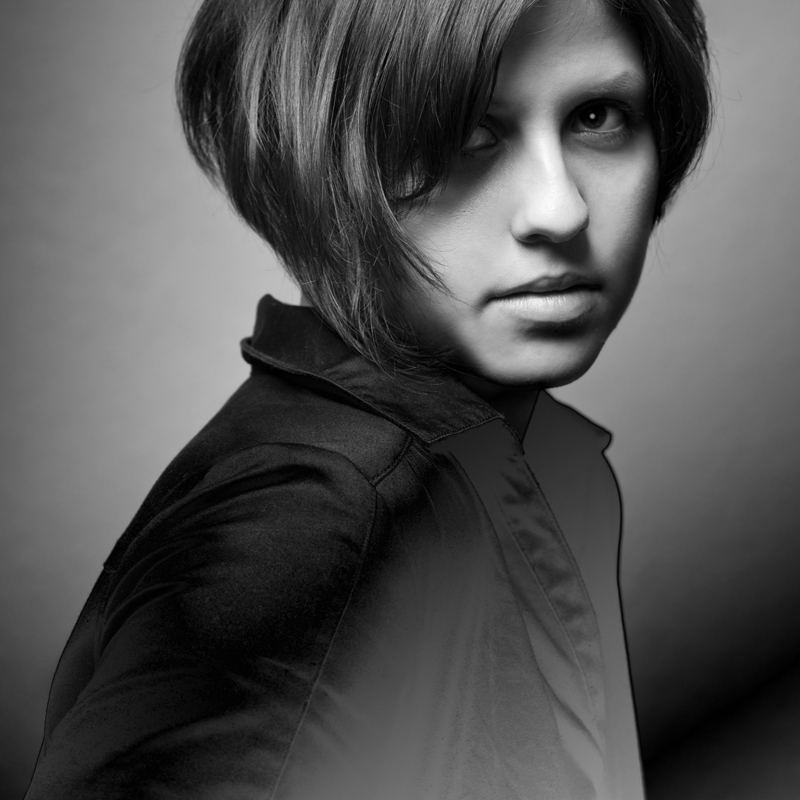
Vivienne Balla (* 1986) umělecká a módní fotografka

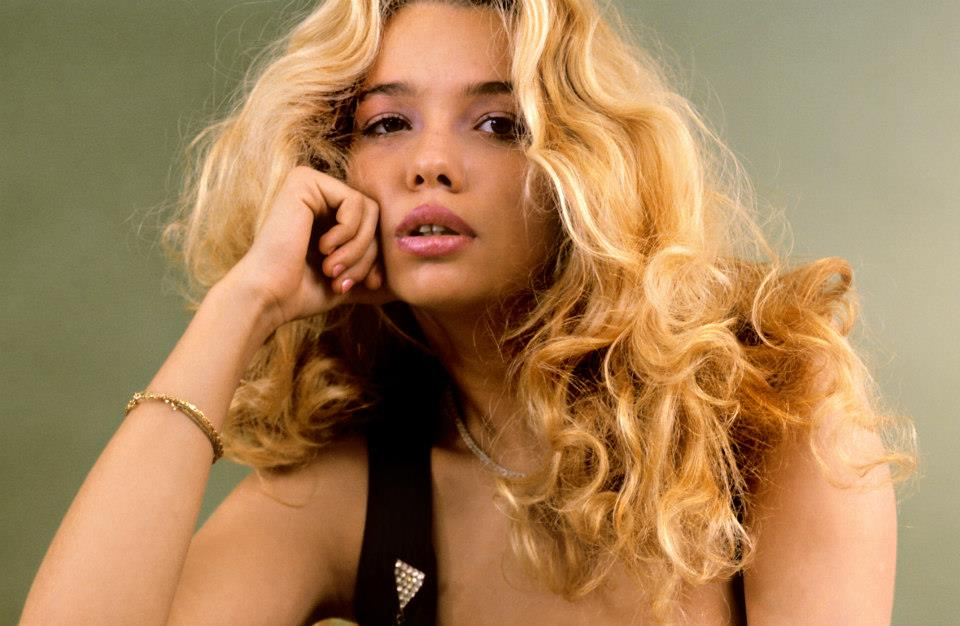
Judit Marjai (* 1967) modelka a fotografka

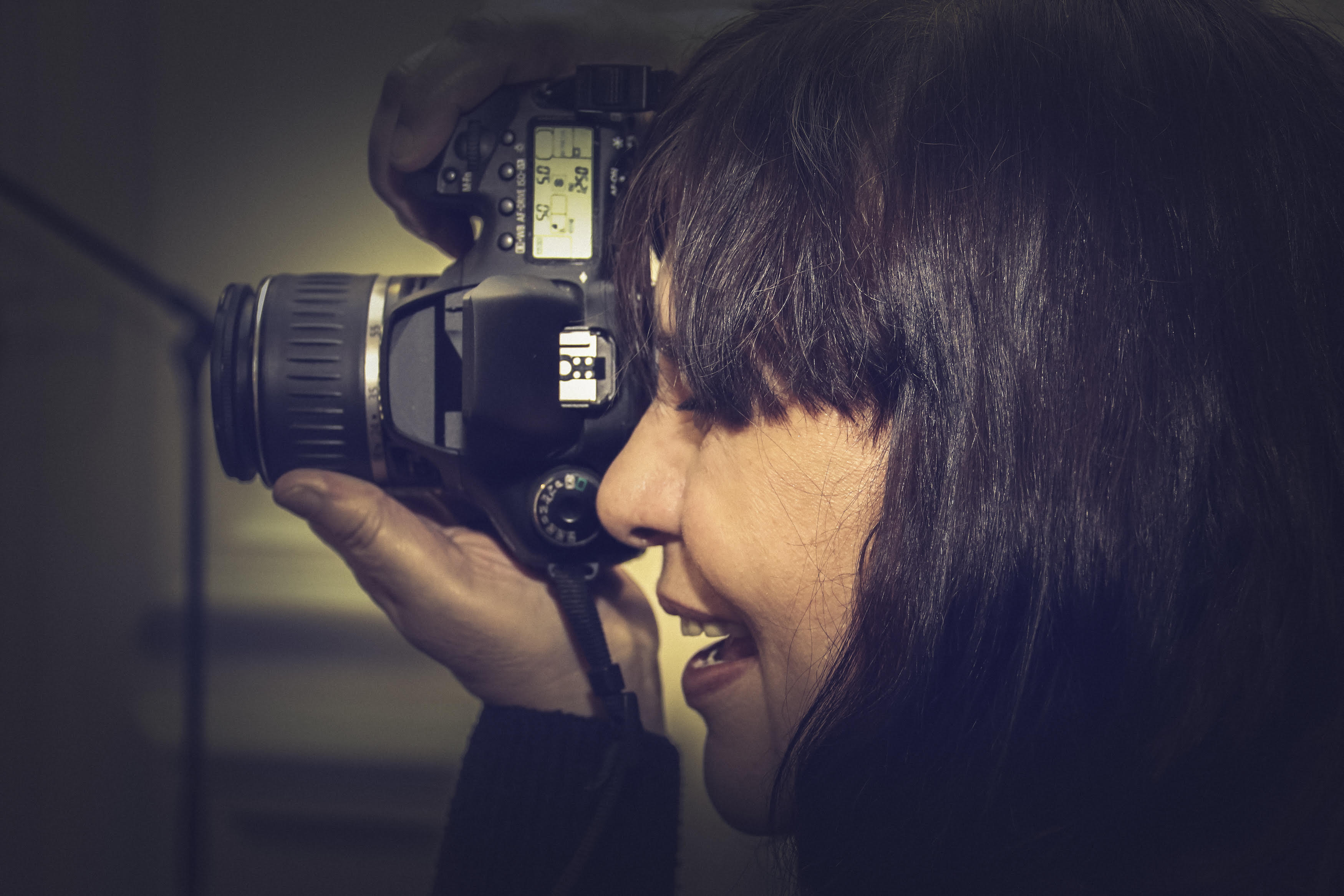
Gyöngyi Rózsavölgyi (1953–2025), fotografka, fotoreportérka, fotoeditorka a redaktorka

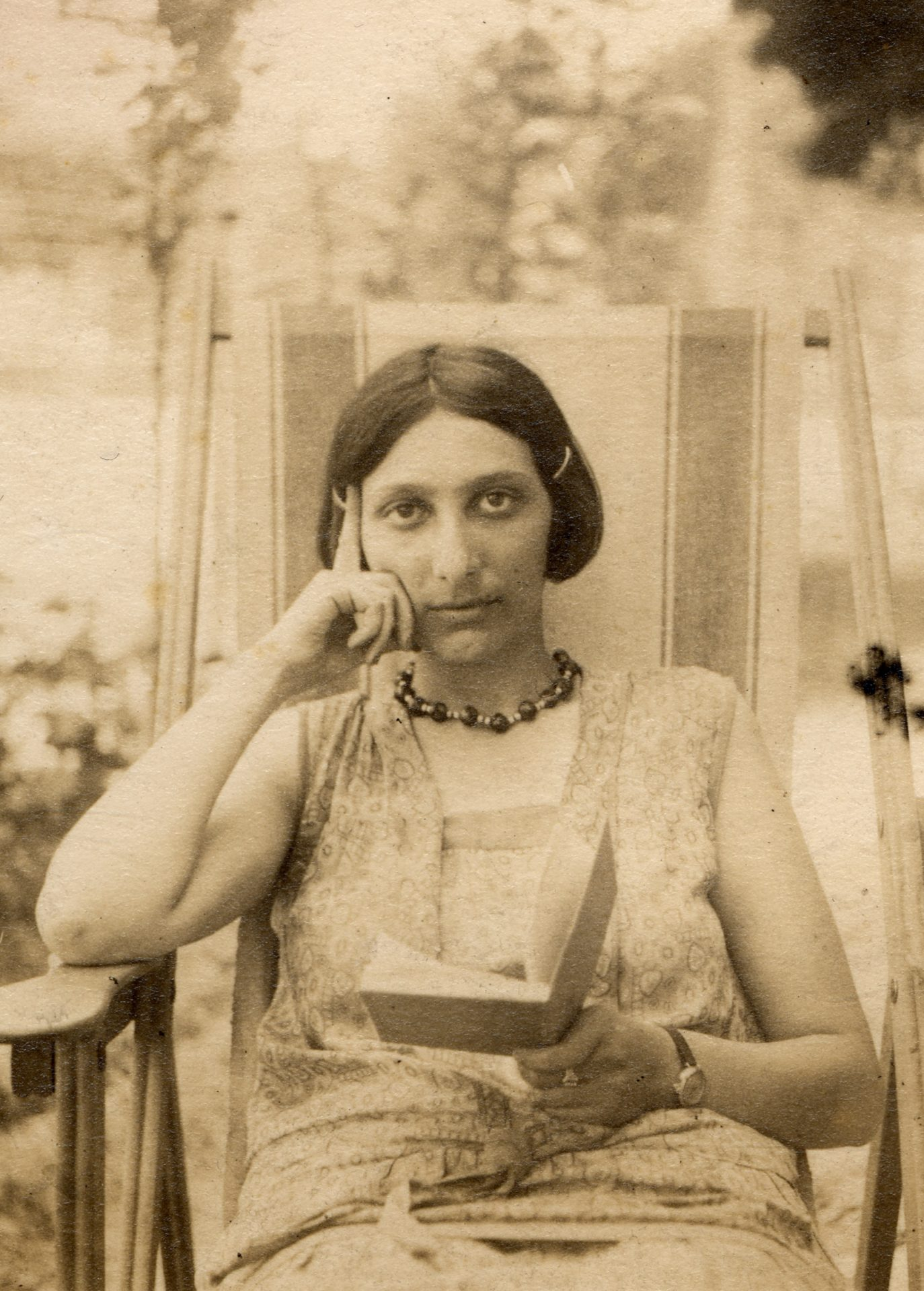
Ella Welleszová (1910–1997)

Toto je seznam maďarských fotografek, které se v Maďarsku narodily nebo jejichž díla jsou s touto zemí úzce spojena.

## B
- Vivienne Balla (* 1986), umělecká a módní fotografka
- Ilona Barna (* 1955)
- Katalin Baricz (* 1948)
- Eva Barrettová (1879–1950), britská portrétní a dvorní fotografka působící v Itálii
- Ágnes Bartha (* 1964), rumunská režisérka, redaktorka a fotografka maďarské televize
- Ágnes Bellér (1948–2017)
- Eva Besnyö (1910–2003), maďarsko – nizozemská portrétní fotografka hlásící se k Neues Sehen

## C
- Ghitta Carellová (1899–1972), italsko-maďarská fotografka italské královské rodiny
- Judita Csáderová (* 1948)

## D
- Nora Dumasová (1890–1979), maďarská fotografka působící v Paříži, humanistický žánr
- Zita Debreczeni (* 1981), celebrita, královna krásy, moderátorka a fotografka

## E
- Lili Zoe Ermezei (* 1988)

## G
- Valéria Gyenge (* 1933) plavkyně, vyhrála 400 m volný způsob na Letních olympijských hrách 1952 a fotografka

## H
- Mari Háfra (?), modelka a fotografka, aktivní v 80. a 90. letech 20. století
- Anna Herskó (1920–2009), filmová režisérka, fotografka, první maďarská diplomovaná kameramanka. Získala ocenění Bély Balázse.
- Kati Horna (1912–2000)
- Esther Horvathová (* 1979), maďarská dokumentární fotografka působící v USA
- Adrienne Horváthová (aktivní od 1990), baletní tanečnice, instruktorka pilates a fotografka

## I
- Alice Inkey (* 1940)

## J
- Zseni Jungová (* 1940), významná osobnost současného portrétu a fotografie aktu, její obrazy - ať už zátiší, akty, krajiny - mají lyrickou atmosféru a jsou bohaté na emoce

## K
- Judit Kárász (1912–1977)
- Éva Keleti (* 1931)

## L
- Erika Lakatos (* 1964)
- Ergy Landau (1896–1967), francouzská fotografka maďarského původu, patřila k představitelům humanistické fotografie, proslavila se především fotografiemi dětí a zvířat
- Klára Langer (1912–1973)
- Fanni Luzsicza (* 1995), její fotografie vypráví osobní příběhy nebo se týkají komunit a lidských vztahů

## M

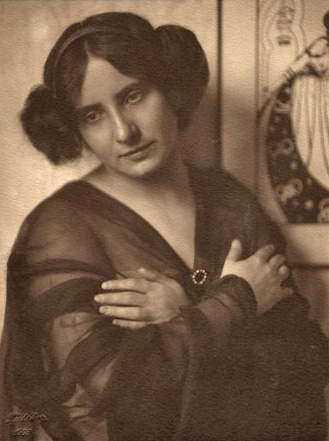
Olga Máté (1878–1961), jedna z prvních maďarských fotografek známá svými portréty

- Mari Mahrová (* 1941), maďarsko-britská novinářská a umělecká fotografka
- Judit Marjai (* 1967), modelka a fotografka
- Olga Máté (1878–1961), jedna z prvních maďarských fotografek známá svými portréty, světelnými technikami, osvětlovala pozadí aby vylepšila své portréty a zátiší

## N
- Nick Noa (* 1983)
- Mária Nováková (1939–2023), portrétní fotografka, působila v Egeru
- Ilona Nyilas (* 1954)

## P
- Julianna Polgárová (* 1958), básnířka, zpěvačka, grafička, redaktorka a fotoreportérka, knihovnice a organizátorka kulturních akcí

## R
- Márta Rédner (1909–1991)
- Gyöngyi Rózsavölgyi (1953–2025), fotografka, fotoreportérka, fotoeditorka a redaktorka

## S
- Éva Saáry‎ (1929–2014)
- Hajnalka Siposová (* 1972), fotbalistka a sportovní fotografka
- Kata Sugár‎ (1910-1943)
- Suzanne Szasz‎ová (1915–1997), americká fotožurnalistka, fotografka dětí a rodinného života maďarského původu, podílela se na projektu DOCUMERICA
- Lenke Szilágyi‎ (* 1959), fotografie pro film a divadlo

## V
- Emma Váncza (1863–1943), od osmnácti let provozovala 30 let ateliér, její barevné panoramatické fotografie získaly medaili na Miléniové výstavě v roce 1896
- Magdolna Vékás (* 1956)

## W
- Ella Welleszová (1910–1997), portrétní, novinářská a divadelní fotografka, provozovala studio v Budapešti

## Y
- Ylla (1911–1955), fotografka zvířat